# Monarquia na Nova Zelândia

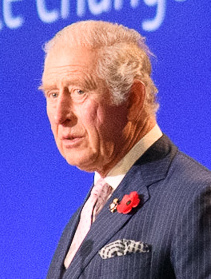
Rei Charles III

A Nova Zelândia é uma monarquia constitucional e um reino da Commonwealth, pelo que Carlos III ocupa o trono desde 8 de setembro de 2022. Enquanto tal, ocupa a posição de Chefe de Estado, e detém competências próprias, enquanto o governador-geral da Nova Zelândia é o representante do Rei na Nova Zelândia.
Na Nova Zelândia, o título oficial da rainha Isabel II em inglês era Elizabeth the Second, By the Grace of God, Queen of New Zealand and Her other Realms and Territories, Head of the Commonwealth, Defender of the Faith (Isabel II, pela Graça de Deus, Rainha da Nova Zelândia e dos seus outros Reinos e Territórios, chefe da Commonwealth, defensora da Fé).
O Reino da Nova Zelândia compreende a Nova Zelândia, Tokelau e a dependência de Ross, e os territórios autónomos das Ilhas Cook e Niue.
Existe também uma monarquia maori, puramente simbólica, que coexiste sem conflito com a monarquia neozelandesa. O atual Rei maori é Tuheitia Paki, que subiu ao trono em 21 de agosto de 2006 na sequência do falecimento da sua mãe, a rainha Te Atairangikaahu.